# روبرت إس. هوستون
روبرت إس. هوستون (بالإنجليزية: Robert S. Houston)‏ هو فلاح وسياسي أمريكي، ولد في 7 أغسطس 1820، وتوفي في 5 يناير 1902. حزبياً، نشط في الحزب الديمقراطي. وقد انتخب عضو جمعية ولاية ويسكونسن.